# Бранко Штрбац
Бранко Штрбац (Херцег Нови, 25. јул 1957) бивши је српски и југословенски рукометаш.

## Биографија
Рођен је у Херцег Новом 25. јула 1957. године. Играо је на позицији десног крила. Наступао је за познате рукометне клубове као што су Младост Земун, Борац из Бања Луке и за Црвену звезду. У каријери је освојио три првенства (југословенско првенство 1980/81; француско првенство са клубом УСАМ Ним Гард у сезони 1987/88; италијанско првенство, Цивидин Трст сезона 1990/91).
Са репрезентацијом Југославије освојио је златну медаљу на Олимпијским играма 1984. у Лос Анђелесу. На Светском првенству у Дортмунду 1982. године, био је члан тима који је освојио сребрну медаљу. Укупно је одиграо 44 утакмице за репрезентацију и постигао 68 голова. Као помоћни тренер радио је у Црвеној звезди и Партизану где је у два различита периода био и први тренер клуба из Хумске.

## Успеси
Југославија
- медаље
- злато Олимпијске игре 1984. Лос Анђелес.
- сребро Светско првенство 1982. Западна Немачка.